# Kefisos
Kefisos (gr. Κηφισσός Kēfissós, łac. Cephisus) – w mitologii greckiej bóg i uosobienie rzeki Kifissos.
Uchodził za syna Okeanosa i Tetydy. Był mężem Liriope i ojcem Narcyza. Czczony głównie w Beocji.